# Gislifluh
Die Gisliflue (Name nach Landeskarte der Schweiz, auch Gislifluh) ist ein 772 m ü. M. hoher Berg im Kettenjura im Schweizer Kanton Aargau, der den östlichen Gipfel einer Kette bildet, die sich nördlich der Aare erhebt und sich östlich bis zum Aareknie bei Wildegg erstreckt. 

## Lage und Name
Die Gisliflue liegt zwischen Auenstein und Biberstein im Süden und Thalheim im Norden. Auf dem Gipfel befindet sich ein Triangulationspunkt.
Ein früher Name der Gisliflue war Balder, nach dem germanischen Sonnengott, später Sandsteinfluh. Der heutige Name bezieht sich auf eine Selige namens Gisela, die angeblich in Veltheim wohnhaft war.

## Der Berg
Der Berg ist auf dem Südrücken bewaldet und auf der Nordseite durch eine steile Felswand von der Hochebene getrennt. Der Grat reicht vom Gipfel über die Hintere Fluh bis auf den Veltheimerberg.
Da der felsige Bereich unmittelbar um den Gipfel im Gegensatz zur Umgebung nur spärlich bewachsen ist, hat man von oben einen fast 360° umfassenden Panoramablick. Bei schönem Wetter ist praktisch der gesamte Alpenbogen zu sehen, mit dem Säntis im Osten, den Glarner und Urner Alpen mit dem Titlis sowie den Berner Alpen mit ihren markanten 4000ern. Im Blickfeld liegen auch der Baldegger- und Hallwilersee sowie das Aaretal. Im Norden fällt der Blick über das Schenkenbergertal auf die Ruine Schenkenberg auf den Schwarzwald mit dem Feldberg.
Der Berg ist aus Gesteinen des Hauptrogensteins aufgebaut, die als grosse Platte mit etwa 20° nach Norden einfallen und unter den Gesteinen der Mittelländischen Molasse abtauchen. Die Hauptrogenstein-Platte grenzt mit einer Überschiebung an den Südflügel der Synklinale von Thalheim.

## Besonderes
Unterhalb der Gisliflue in der Gemeinde Thalheim, tief im Wald versteckt, findet man die sogenannten „Erdwib“-Höhlen. Es ist eine kleine Höhlenformation, welche aus einer kleinen und einer grossen Höhle besteht.
In den 50er Jahren wurden an der Nordflanke der Gisliflue bei Thalheim Mauerreste gefunden. Damals war unklar ob es sich um eine Berner Hochwacht oder eine Kapelle handelte. Um die Gisliflue ranken sich viele Mythen von Hexen und anderen Gestalten und auch von der Heiligen Gisela.
Jedes Jahr am Auffahrtsmorgen steigen dutzende Menschen auf die Gislifluh um den Sonnenaufgang zu bestaunen. Dies ist vor allem in Thalheim Tradition.
Das Teehüsli ist eine Raststätte für Wanderer, rund 20 Minuten vom Gislifluh-Parkplatz entfernt.

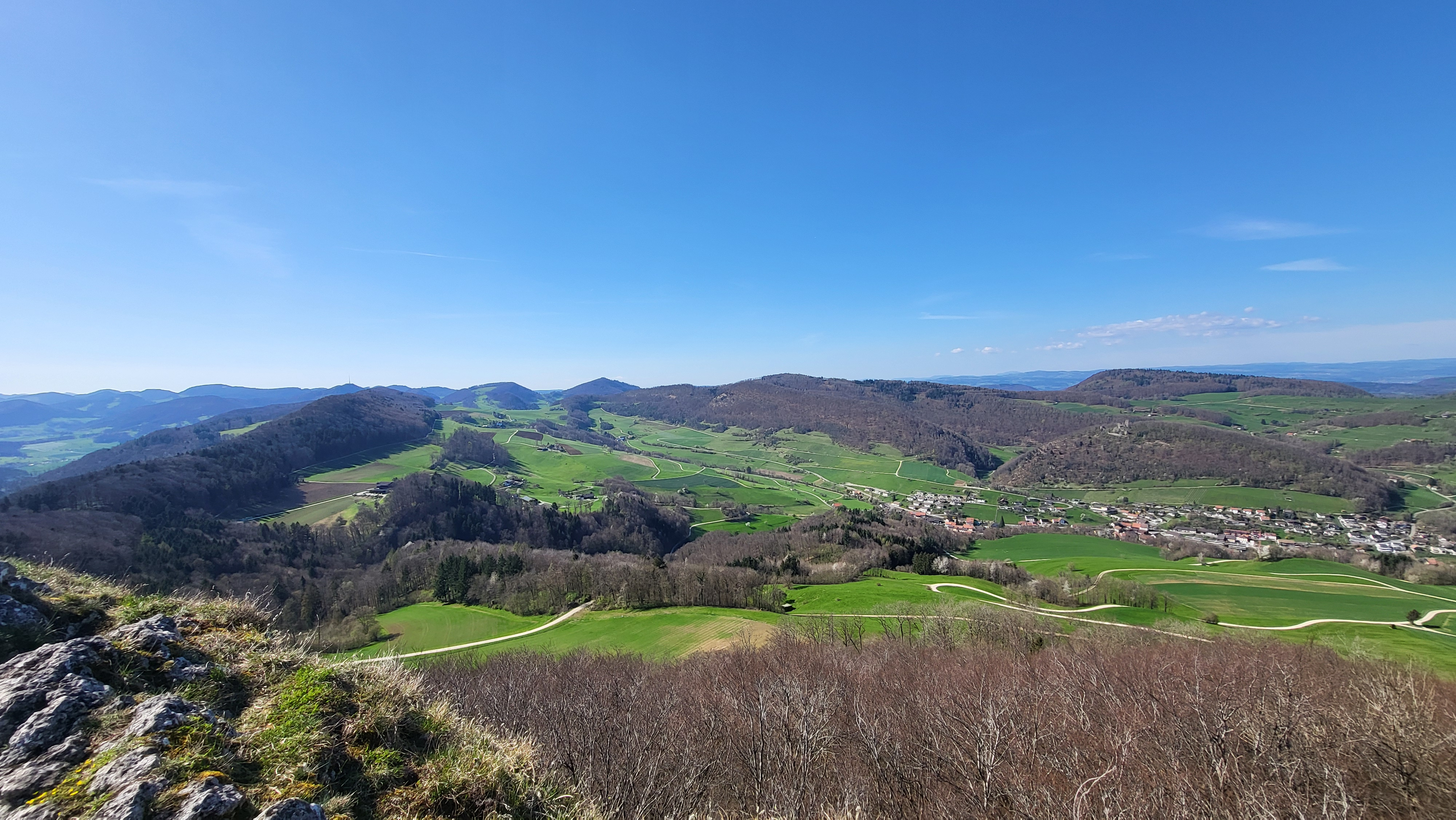
Aussicht von der Gisliflue Richtung Staffelegg, rechts im Bild Thalheim

## Zementindustrie
Der Kanton Aargau und die Firma Jura Cement evaluierten das Gebiet als möglichen Abbaustandort von Rohstoffen für die Zementindustrie. Am 10. Juni 2014 unterzeichneten Vertreter des Kantons und des Unternehmens sowie die Gemeinderäte von Auenstein, Schinznach und Veltheim eine Absichtserklärung, dass diese Pläne nicht weiterverfolgt werden.